# Clemens Breuer
Clemens Breuer (* 12. November 1964 in Solingen) ist ein deutscher Theologe.

## Leben
Er studierte von 1985 bis 1990 Philosophie und Theologie an den Universitäten in Bonn, Freiburg im Breisgau und Augsburg. Von 1991 bis 2004 war er wissenschaftlicher Mitarbeiter bzw. Oberassistent am Lehrstuhl für Moraltheologie an der Katholisch-Theologischen Fakultät der Universität Augsburg. Nach der Promotion 1994 an der Katholisch-Theologischen Fakultät der Universität Augsburg und der Habilitation 2000 an der Theologischen Fakultät Trier lehrt er seit 2001 als Privatdozent für Christliche Sozialwissenschaften an der Theologischen Fakultät Trier und seit 2005 als außerordentlicher Professor für Moraltheologie und Dozent für Theologie der Ehe und Familie an der Philosophisch-Theologischen Hochschule St. Pölten. 
Hauptberuflich ist Clemens Breuer seit 2006 als pädagogischer Mitarbeiter beim Katholischen Bildungswerk Köln tätig, einer Zweigstelle des Bildungswerks der Erzdiözese Köln. Er verantwortet dort unter anderem aktuelle Vortrags- und Gesprächsangebote im Domforum und in einigen Kölner Stadtteilen. Daneben unterrichtet er seit 2011 als Dozent für Sozialethik an der Philosophisch-Theologischen Hochschule St. Pölten, seit 2012 als Dozent für Moraltheologie am Diakoneninstitut des Erzbistums Köln und als Dozent für Christliche Sozialwissenschaften und Moraltheologie am Institut „Studium Rudolphinum“ in Regensburg. 
Seine Forschungsschwerpunkte sind medizinethische Fragestellungen.

## Schriften (Auswahl)
- Person von Anfang an? Der Mensch aus der Retorte und die Frage nach dem Beginn des menschlichen Lebens (= Abhandlungen zur Sozialethik. Band 36). Schöningh, Paderborn/München/Wien/Zürich 1995, ISBN 3-506-70236-X (zugleich Dissertation, Augsburg 1994).
  - Person von Anfang an? Der Mensch aus der Retorte und die Frage nach dem Beginn des menschlichen Lebens (= Abhandlungen zur Sozialethik. Band 36). 2. korrigierte und erweiterte Auflage, Schöningh, Paderborn/München/Wien/Zürich 2003, ISBN 3-506-70236-X (zugleich Dissertation, Augsburg 1994).
- Mensch von Anfang an. Fragen der Gentechnologie und der Bioethik (= Kirche und Gesellschaft. Nummer 225). Bachem, Köln 1995, ISBN 3-7616-1257-5.
- als Herausgeber: + Ethik der Tugenden. Menschliche Grundhaltungen als unverzichtbarer Bestandteil moralischen Handelns. Festschrift für Joachim Piegsa zum 70. Geburtstag (= Moraltheologische Studien. Systematische Abteilung. Band 26). EOS-Verlag, St. Ottilien 2000, ISBN 3-8306-7046-X. + Die Theologie des Leibes von Johannes Paul II. Philosophische Grundlagen, Thomas Maria Rimmel, St. Ottilien 2014, ISBN 978-3-8306-7653-9.
- Christliche Sozialethik und Moraltheologie. Eine Auseinandersetzung mit den Grundlagen zweier Disziplinen und die Frage ihrer Eigenständigkeit  (= Abhandlungen zur Sozialethik. Band 46). Schöningh, Paderborn/München/Wien/Zürich 2003, ISBN 3-506-70246-7 (zugleich Habilitationsschrift, Theologische Fakultät Trier 2000).
- Dienst am sterbenden Menschen. Über die Aufgaben der Hospizarbeit (= Kirche und Gesellschaft. Nummer 311). Bachem, Köln 2004, ISBN 3-7616-1883-2.